# Língua latji-latji
Latji-latji (ladji-ladji; ledji-ledji) é uma língua aborígine australiana ameaçada de extinção, mas que já foi amplamente falada nos estados australianos de Nova Gales do Sul e Vitória, pelo povo latji-latji (ou ladji-ladji).
A língua latji-latji faz parte do ramo Kulin da família de línguas Pama-Nyungan, faladas pela maioria dos aborígenes australianos antes da colonização da Austrália pelo Império Britânico .

Os latji-latji viviam no Rio Murray na área da cidade de Mildura. O povoamento branco dessa área ocorreu por volta dos anos 1845-1847.